# Ново-Яковлевичи
Ново-Я́ковлевичи (Яковлевичи) — деревня в Глинковском сельском поселении Глинковского района Смоленской области России.
Население — 183 жителя (2007 год).

## География
Расположена в центральной части области в 2,5 км к северу от села Глинка, в 13 км севернее автодороги Р96 Новоалександровский (А101)- Спас-Деменск — Ельня — Починок.

## История
В своё время усадьба (тогда сельцо Яковлевичи) принадлежала известному дворянскому роду Пассеков. Здесь была их зимняя резиденция.. С 1924 по 1928 год деревня была центром Ивонинской волости Ельнинского уезда. Коренное население составляли белорусы, перевезенные Пассеком из могилёвского имения.
В 1723 году полковница Марфа Петровна Пассек выстроила в Яковлевичах деревянную церковь во имя святителя Николая. В конце XVIII в. д. Яковлевичи и д. Крашнёво владел губернатор Белоруссии П. Б. Пассек (внук М. П. Пассек). В конце XVIII века церковь сгорела, и на её месте поставили временную часовню. В Яковлевичах предположительно в 1750 году, на месте деревянной церкви, на средства генерал-аншефа Петра Богдановича Пассека был построен величественный каменный Никольский храм с тремя большими крыльцами и каменной оградой. Его освятили лишь в 1800 г., так как храм первоначально задумывался как костел и был построен алтарем на запад, вопреки православной традиции.
Сюда приезжали декабристы И. Д. Якушкин, М. А. Фонвизин, П.X. Граббе, И. С. Повало-Швейковский, В. К. Кюхельбекер, П. Г. Каховский — племянник жены Пассека, один из наиболее деятельных членов «Северного общества».
В 1820 году в Яковлевичах и Крашнёве поселился его сын, отставной генерал-майор П. П. Пассек (1775—1825). В Яковлевичах он проводил зиму. Здесь была большая библиотека и работала школа для крестьянских детей. В с. Крашнёво у Пассека был большой сад с беседками, мостиками, теплицей и множеством цветов. Лишь внезапная смерть в апреле 1825 г. спасла П. П. Пассека от заточения в крепость и каторжных работ. Похоронили его в Яковлевичах.
С 1909 по 1927 году в храме деревни Яковлевичи служил священник Дмитрий Афанасьевич Федотов, уроженец села Комягино Вяземского уезда.
В годы Великой Отечественной войны деревня была оккупирована гитлеровскими войсками в июле 1941 года, освобождена в ходе Ельнинско-Дорогобужской операции в 1943 году.
26 октября 2010 года прошло освящение мемориальных досок храмоустроительнице Марфе Петровне Пассек и священнику Димитрию Афанасьевичу Федотову в селе Ново-Яковлевичи Глинковского района. Торжественное мероприятие по случаю освящения мемориальных досок состоялось по инициативе представителя дворянского рода Пассеков — Вадима Васильевича Пассека, доктора технических наук, заслуженного строителя России, заведующего центральной лабораторией инженерной теплофизики НИИ транспортного строительства России и внука последнего священника Николаевской церкви села Яковлевичи Дмитрия Дмитриевича Федотова, руководителя Центра здоровья и реабилитации, главного психиатра Федерального медико-биологического агентства, кандидата медицинских наук, доцента. Им же было предоставлено право открыть памятные доски.

## Экономика
Крестьянское хозяйство «Луч», библиотека.

## Достопримечательности
- Часовня на месте разрушенной в Великую Отечественную войну церкви[6].